# گاجیرو ساتو
گاجیرو ساتو (به ژاپنی: 佐藤 蛾次郎 さとう がじろう); ۹ اوت ۱۹۴۴ – ۹ دسامبر ۲۰۲۲) بازیگر، و شخصیت‌های تلویزیونی در ژاپن اهل ژاپن بود. در سال ۱۹۶۸ در درام تلویزیونی اوتوکو وا تسورای یو ظاهر شد. از سال ۱۹۶۹، او در فیلم «مرد بودن سخت است» در نقش «گنکیچی» (نام مستعار: گنکو, گن-چان)، مرد خدمتکار معبدی از معبد شیباماتا تایشاکوتن ظاهر شد. او تا آخرین اثر در سال ۲۰۱۹ به حضور خود ادامه خواهد داد و به بخشی جدایی ناپذیر از این مجموعه تبدیل خواهد شد. طرفداران معتقدند که او در تمام ۵۰ اثر ظاهر شده‌است، اما تنها اثر هشتم، «آواز عشق اوتوکو و تسورایو توراجیرو» نام او در پوستر است، اما درست قبل از شروع فیلم، او در یک سانحه رانندگی قرار گرفت و در بیمارستان بستری شد.
از فیلم‌ها یا برنامه‌های تلویزیونی که وی در آن نقش داشته‌است می‌توان به اوتوکو وا تسورای یو اشاره کرد.